# W & JAS
더블유 앤 자스(영어: W & JAS)는 전자 음악 장르 중 하나인 일렉트로니카를 바탕으로 한 대한민국의 전자 음악 그룹이다. 소속사는 플럭서스 뮤직이다.

## 발자취
W(더블유, Where the Story Ends)는 Kona(코나)의 배영준을 중심으로 한재원, 김상훈과 함께 2001년에 결성된 그룹이다. 이미 오랜 코나 시절의 팬들부터 마니아들 사이에선 꽤 두터운 팬층을 형성하였다. W로 정규 음반 2집까지 발매하였고, 2006년 제3회 한국 대중 음악상 그룹 부문 올해의 가수상, 최우수 팝 앨범상을 받았다. W의 2집 타이틀 곡 "쇼킹 핑크 로즈 (Shocking Pink Rose)"는 TV 드라마《내 이름은 김삼순》의 삽입곡으로 쓰였다.
2006년, 새로운 보컬로 웨일(Whale)을 영입하면서 W & Whale(더블유 앤 웨일)으로 그룹 이름을 변경하였다. 2008년 9월, SK브로드밴드의 브랜드 론칭 광고 음악으로 "RPG Shine"을 개사한 CM송이 쓰이면서 국내에 널리 알려졌다. 2012년에 웨일이 싱글 가수로 전향하면서 탈퇴하자 자스를 영입해서 W & JAS(더블유 앤 자스)로 이름을 변경했다.

## 음반 목록

### 정규 음반
- 2001년 W 1집《안내섬광》
- 2005년 W 2집《Where the Story Ends》
- 2008년 W & Whale 1집《Hardboiled》(웨일 영입)
- 2013년 W & JAS 《New Kid In Town》

### 비정규 음반
- 2009년 W & Whale 1.5집《Random Tasks》[4]
- 2009년 W & Whale 디지털 싱글〈Born To Rock〉
- 2011년 W & Whale EP《CIRCUSSSS》[5]
- 2015년 W & JAS 《But We Have To Go》
- 2015년 W & JAS 《We Can`t Dance But!》

### 참여 음반
W & Whale
- 영화 《뜨거운 것이 좋아》사운드트랙 수록곡
- TV 시트콤 《크크섬의 비밀》O.S.T. 음반 프로듀싱
- TV 드라마 《케세라세라》사운드트랙 수록곡 "월광" (1집 수록)
- 《윤상 노래책》의 수록곡 "소리" (윤상 4집 수록곡 리메이크)
- 《개구리 중사 케로로》한국판 5기 O.S.T. 수록곡 "슬픈 안드로이드" (웨일 솔로)
- SK브로드밴드 CM 송 ("R.P.G. Shine" 개사)
- 영화 《비크티니와 백의 영웅/흑의 영웅 (포켓몬스터 극장판 14기)》 OST "기적/태양"

W & Jas
- TV 드라마 《우리가 결혼할 수 있을까 Part 1》 O.S.T. (2012년)
- TV 드라마 《처용 Part 2》 O.S.T. (2014년)

## 같이 보기
- 클래지콰이 프로젝트
- 러브홀릭스
- 박기영